# Campionati italiani di ciclismo su strada 2022 - Cronometro maschile Elite
La cronometro maschile Elite dei Campionati italiani di ciclismo su strada 2022, ventottesima edizione della prova, si è svolta il 22 giugno 2022 su un percorso di 35,6 km con partenza e arrivo al Velodromo di San Giovanni al Natisone, in provincia di Udine, in Friuli-Venezia Giulia. La vittoria è stata appannaggio di Filippo Ganna, che ha completato il percorso in 40'29", precedendo Mattia Cattaneo e Edoardo Affini.

## Corridori partecipanti
Partecipano alla prova 20 ciclisti, di cui otto tesserati per WorldTeam, undici per ProTeam e uno per Continental Team. Si riporta di seguito l'orario di partenza di ciascun ciclista e la squadra di appartenenza.
- 14:30:00: Riccardo Lucca (Work Service-Vitalcare-Dynatek)
- 14:32:00: Simone Bevilacqua (Eolo-Kometa Cycling Team)
- 14:34:00: Kevin Colleoni (Team BikeExchange-Jayco)
- 14:36:00: Davide Bais (Eolo-Kometa Cycling Team)
- 14:38:00: Simone Ravanelli (Drone Hopper-Androni Giocattoli)
- 14:40:00: Samuele Rivi (Eolo-Kometa Cycling Team)
- 14:42:00: Umberto Marengo (Drone Hopper-Androni Giocattoli)
- 14:44:00: Alessandro Santaromita (Bardiani-CSF-Faizanè)
- 14:46:00: Mattia Bais (Drone Hopper-Androni Giocattoli)
- 14:48:00: Daniel Oss (TotalEnergies)

- 14:50:00: Filippo Baroncini (Trek-Segafredo)
- 14:52:00: Manuele Tarozzi (Bardiani-CSF-Faizanè)
- 14:54:00: Mirco Maestri (Eolo-Kometa Cycling Team)
- 14:56:00: Filippo Tagliani (Drone Hopper-Androni Giocattoli)
- 14:58:00: Antonio Tiberi (Trek-Segafredo)
- 15:00:00: Alessandro De Marchi (Israel-Premier Tech)
- 15:02:00: Mattia Cattaneo (Quick-Step Alpha Vinyl Team)
- 15:04:00: Edoardo Affini (Jumbo-Visma)
- 15:06:00: Filippo Ganna (Ineos Grenadiers)
- 15:08:00: Matteo Sobrero (Team BikeExchange-Jayco)

## Ordine d'arrivo (Top 10)[3]
| Pos. | Corridore            | Squadra       | Tempo     |
| ---- | -------------------- | ------------- | --------- |
| 1    | Filippo Ganna        | Ineos         | 40'29"10  |
| 2    | Mattia Cattaneo      | Quick-Step    | a 36"58   |
| 3    | Edoardo Affini       | Jumbo-Visma   | a 50"09   |
| 4    | Matteo Sobrero       | BikeExchange  | a 56"35   |
| 5    | Filippo Baroncini    | Trek          | a 1'34"27 |
| 6    | Alessandro De Marchi | Israel        | a 2'01"72 |
| 7    | Antonio Tiberi       | Trek          | a 2'10"87 |
| 8    | Daniel Oss           | TotalEnergies | a 3'01"57 |
| 9    | Kevin Colleoni       | BikeExchange  | a 3'01"92 |
| 10   | Samuele Rivi         | Eolo          | a 3'05"03 |